# من عاشق شیطان شدم
 "من عاشق شیطان شدم" ترانه ای از خواننده کانادایی آوریل لوین است و سومین ترانه از ششمین آلبوم استودیویی وی "سر بر روی آب" است. این ترانه توسط لوین نوشته شده و توسط لوین و کریس بیسفورد تهیه شده است. این ترانه در مورد رابطه سمی است که وی در حالی که از بیماری لایم رنج می برد، خود را حفظ کرده است. این تک‌آهنگ به عنوان چهارمین آهنگ آلبوم در تاریخ ۲۸ ژوئن ۲۰۱۹ منتشر شد. 